# Dicranota denningi
Dicranota (Rhaphidolabis) denningi là một loài ruồi trong họ Pediciidae. Chúng phân bố ở vùng sinh thái Nearctic.